# Gnomidolon sylvarum
Gnomidolon sylvarum es una especie de escarabajo longicornio del género Gnomidolon, categorizada en la tribu Hexoplonini, de la subfamilia Cerambycinae. Fue descrita por Bates en 1892.

## Descripción
Mide 8,5-8,8 mm de longitud.

## Distribución
Se distribuye por Guatemala, Honduras y México.